# Lumbrineris caudaensis
Lumbrineris caudaensis är en ringmaskart som beskrevs av José María Alfono Félix Gallardo 1968. Lumbrineris caudaensis ingår i släktet Lumbrineris och familjen Lumbrineridae. Inga underarter finns listade i Catalogue of Life.